# Clathrozoella abyssalis
Clathrozoella abyssalis is een hydroïdpoliep uit de familie Clathrozoellidae. De poliep komt uit het geslacht Clathrozoella. Clathrozoella abyssalis werd in 2003 voor het eerst wetenschappelijk beschreven door Peña Cantero, Vervoort & Watson. 